# Bergallia signatus
Bergallia signatus är en insektsart som beskrevs av Carl Stål 1859. Bergallia signatus ingår i släktet Bergallia och familjen dvärgstritar. Inga underarter finns listade i Catalogue of Life.